# آمینوفسفین
آمینوفسفین در ترکیبات آلی فسفر عبارت است از ترکیبی با فرمول کلی R3−nP(NR2)n که در آن R همان H یا هر مادهٔ آلی جایگزینی است و n می‌تواند صفر، یک و دو باشد. در یک حالت حدی، ماده ای با فرمول H2PNH2 را خواهیم داشت که بسیار ناپایدار است اما در حالت حدی دیگر مانند تری‌دی‌متیل‌آمینو (فسفین) با فرمول P(NMe2)3 ماده ای داریم که به فراوانی یافت می‌شود. حالت‌های میانی این ترکیبات شناخته شده ترند مانند Ph2PN(H)Ph. این ترکیبات معمولاً بی‌رنگ و با اکسیژن بسیار واکنش پذیرند و ساختار هندسی آنها هرمی است.

ساختار هندسی P(NMe_{2})_{3}.